# Progesteron
Progesteron je steroidní ženský pohlavní hormon. Je řazený mezi progestiny, tedy steroidy s 21 uhlíky.

## Tvorba
Je to steroidní hormon, který je tvořen především ve žlutém tělísku vaječníků. V období těhotenství je progesteron produkován též placentou. Dále je tělem vytvářen v malé míře i v kůře nadledvin či u mužů ve varlatech. V období klimakteria produkce progesteronu klesá.

## Působení
Navozuje sekreční fázi menstruačního cyklu, podporuje růst děložní sliznice po ovulaci. Nedojde-li k oplodnění vajíčka, tvorba tohoto hormonu ustane a dojde k menstruačnímu krvácení. Naopak pokud žena otěhotní, progesteron zastavuje menstruační cyklus, navozuje vývoj mléčné žlázy, zvyšuje množství hlenu v děložním hrdle (ochranná zátka) a tlumí (předčasné) kontrakce dělohy. Na rozdíl od estrogenů však nemá vliv na vývoj pohlaví plodu.
Působením na psychiku může vést nárůst jeho hladiny před koncem menstruačního cyklu k úzkostem, nespavosti, neklidu, smutku a náladovosti. Může se tak spolupodílet na psychické složce premenstruačního syndromu (PMS).